# Chaim Grinberg
Chaim Grinberg (russisch Ха́им Гри́нберг; * 1889 im Dorf Todireschti, Amtsbezirk Belz, Gouvernement Bessarabien; † 14. März 1953 in New York City) war ein russischer Journalist, Publizist und Zionist.

## Leben

### Frühe Jahre in Russland
Grinberg wuchs in der Nähe von Kalarasch auf und erhielt die traditionelle jüdische Bildung. Mit 15 Jahren zog er nach Kischinau, wo er sich für die Ideen des Zionismus begeisterte und Mitorganisator und Aktivist der Jugendorganisation Junges Zion (1903) wurde. Er schrieb für sie das sogenannte Dubossari-Programm (unter Assistenz von A. I. Golani-Jagolnitzer), das auf Russisch in der Kischinauer Zeitung Chronik des jüdischen Lebens im Januar 1906 veröffentlicht wurde. Früh zeigte sich seine außergewöhnliche rhetorische Begabung.
Nach einiger Zeit in Odessa kam Grinberg 1914 nach Moskau. Er redigierte dort die Zeitschrift Morgendämmerung und nach deren Schließung durch die Zensur das Wochenblatt Jüdisches Leben und er schloss sich den Menschewiki an. Er beteiligte sich an einer Reihe von literarisch-künstlerischen Sammelbänden, die meistens im Verlag Safrut in Petrograd erschienen, später in Berlin. 1916 gab er ein Buch mit den übersetzten Artikeln Achad Ha'ams heraus. 1917 fertigte er für Wladislaw Felizianowitsch Chodassewitsch Interlinearübersetzungen seiner Gedichte aus dem Hebräischen für die Jüdische Anthologie: Sammlung junger jüdischer Lyrik an. Die Sammlung wurde von Chodassewitsch und Lew Borissowitsch Jaffe redigiert, von Michail Ossipowitsch Gerschenson mit einer Einführung versehen und  erschien 1918 bei Safrut in Moskau. Nach der Oktoberrevolution hielt er Vorlesungen über mittelalterliche hebräische Literatur und die griechische Tragödie an der Universität Charkow und redigierte die Kiewer hebräische Zeitschrift Kadima (Vorwärts).

### Emigrantenjahre
1921 emigrierte Grinberg zunächst nach Berlin, wo er Redakteur der hebräischen Wochenzeitschrift Ha-Olam (Die Welt), offizielles Organ der Zionistischen Weltorganisation, und der Monatszeitschrift Atidenu (Unsere Zukunft) wurde.
1924 wurde Grinberg in den USA Redakteur des jiddischen Hauptorgans der zionistischen Bewegung Amerikas (Labor Zionist Party) Der Jiddischer Kemfer. Ab 1934 gab er zusammen mit Marie Syrkin (1899–1989), Tochter Nachman Syrkins, die englische Zeitschrift Jewish Frontiers der League for Labor Palestine heraus, die er bis an sein Lebensende redigierte. 1934 wurde er Mitglied des Zentralkomitees der Labor Zionist Party Amerikas. Er war Theoretiker und Führer der Sozialistischen Jüdischen Arbeiterpartei Poale Zion in den USA. Während des Zweiten Weltkrieges war er Vorsitzender des Exekutivkomitees des Zionistischen Notstandsrates Amerikas. 1946 wurde er Direktor des Departments für Erziehung und Kultur des Exekutivkomitees der Jewish Agency in den USA. 1952 gründete er das Israel-Institut am Jüdischen Theologischen Seminar in New York.
Alle Verwaltungspositionen Grinbergs bekamen schnell einen nur symbolischen und institutionellen Charakter, denn er widmete sich mehr der ideologischen Tätigkeit und veröffentlichte eine Vielzahl von programmatischen und theoretischen Arbeiten, so dass er die Reputation des führenden Theoretikers des säkularen Judentums in den USA erwarb. Seine essayistische Tätigkeit bekam ein besonderes Gewicht im Zusammenhang mit der allgemeinen Krise des säkularen jüdischen Lebens des Landes in der Nachkriegszeit mit Vernichtung der traditionellen jüdischen Zentren Europas.
Obwohl Grinberg kein Anhänger der kommunistischen Ideologie war, vertrat er bis an sein Lebensende sozialistische Ansichten. Mit seinen Arbeiten warb er für eine Synthese der Ideologie des Zionismus und einer jüdischen Heimstatt im Nahen Osten mit den Idealen der sozialistischen Arbeiterbewegung, Pazifismus und Universalismus, die seiner Meinung nach charakteristisch für den jüdischen Geist sind (siehe sein Essay The Universalism of the Chosen People). 1937 begründete er mit einer Reihe von Aufsätzen in Form von Briefen An den kommunistischen Freund und An Gandhi  seine gemäßigte Haltung gegenüber der kommunistischen Ideologie und den nationalen Freiheitsbewegungen. 
1946 gab Grinberg einen Sammelband der jiddischen Werke des Dichters Chaim Nachman Bialik heraus mit eigenem Vorwort und Kommentaren.
1954 gründete das Department für Erziehung und Kultur der Jewish Agency das Hayim-Greenberg-Lehrer-Institut in Jerusalem, das jungen Hebräisch-Lehrern eine vertiefte Grundlage in jüdischen Studien verschafft.

## Werke
- Jewish Culture and Education in the Diaspora. Department of Education and Culture, World Zionist Organization, New York 1951.
- The Inner Eye (ausgewählte Essays). Jewish Frontier, New York, Band 1 (1953 und 1958), Band 2 (1958), Band 3 (1964). Literary Licensing Llc 2011, ISBN 978-1258085506.
- Hayim Greenberg’s Anthology (Hrsg. Marie Syrkin). Wayne State University, Detroit 1968.